# 예카테리나 갈키나
예카테리나 블라디미로브나 갈키나(러시아어: Екатерина Владимировна Галкина, 1988년 8월 10일 ~ )는 러시아의 여자 컬링 선수이다.
이탈리아 토리노에서 열린 2006년 동계 올림픽에 참가했었고 1년뒤 컬링 유럽 선수권 대회를 우승하였다.
러시아 국립 인문대학에서 경영학과 국제관계학을 공부하였다.
2010년,2014년 동계 올림픽 대표팀으로 출전하였다.

## 팀
2014년 소치 올림픽
안나 시도로바, 스킵
마가리타 포미나, 서드
알렉산드라 사이토바, 세컨드
느케이루카 예제흐, 후보